# Aenictus brazzai
Aenictus brazzai är en myrart som beskrevs av Santschi 1910. Aenictus brazzai ingår i släktet Aenictus och familjen myror. Inga underarter finns listade i Catalogue of Life.